# Сегетско-марински партизански одред
Сегетско-марински народноослободилачки партизански (НОП) одред  је био партизанска јединица у саставу Народноослободилачке војске и партизанских одреда Југославије током Другог светског рата у Хрватској.

## Историјат
Формиран је почетком октобра 1943. у Доњем Сегету од бораца из Трогира и околине. Имао је два батаљона са преко 500 бораца. Дејствовао је на подручју острва Чиово, Каштела, планине Мосећ, Шибеник, затварао правце који од Сплита, Мосећа, Дрниша и Шибеника изводе у рејон Трогира и, на тај начин, обезбеђивао несметан рад позадинских установа и поморске везе између острва и копна. Заједно са 9. далматинском бригадом 22. октобра водио је борбу код Каштела са деловима немачке 114. дивизије која је продирала дуж обале, од Шибеника ка Сплиту. Седмог новембра водио је тешке борбе с немачким моторизованим снагама, које су, подржане тенковима и авијацијом, напале из правца Сплита, Перковића и Шибеника. Пошто је издржао до пада мрака, Одред се из рејона Трогир, Доњи Сегет пребацио бродовима на острво Велики Дрвеник, а одатле под притиском Немаца на острво Шолту. Ту је део бораца упућен у састав 20. дивизије. После повратка у рејон Марина, Одред је ускоро поновно нарастао на око 400 бораца, па је 15. новембра реорганизован и под именом Шибенско-трогирски НОП одред продужио да дејствује између Трогира и Примоштена. У току 1944. био је у саставу Групе средњодалматинских НОП одреда. Обезбеђивао је пребацивање рањеника с копна на острва, као и ратног материјала са Виса на копно јединицама 8. корпуса. Нападао је немачки саобраћај, колоне и мање посаде, вршио диверзије на комуникацијама, а заједно с јединицама 20. дивизије учествовао је и у већим борбама против Немаца. Расформиран је средином новембра 1944, када је ушао у састав 1. далматинске бригаде.